# Neocatolaccus livii
Neocatolaccus livii är en stekelart som beskrevs av Girault 1917. Neocatolaccus livii ingår i släktet Neocatolaccus och familjen puppglanssteklar.
Artens utbredningsområde är Puerto Rico. Inga underarter finns listade i Catalogue of Life.